# Andrej Timofejevič Maslov
Andrej Timofejevič Maslov (rusko Андрей Тимофеевич Маслов), ruski general, * 1770, † 7. februar 1828.
Bil je eden izmed pomembnejših generalov, ki so se borili med Napoleonovo invazijo na Rusijo; posledično je bil njegov portret dodan v Vojaško galerijo Zimskega dvorca.

## Življenje
12. januarja 1781 je kot podčastnik vstopil v Preobraženski polk, nato pa je bil maja 1789 premeščen kot vodnik v Semjonovski polk. Udeležil se je vojne s Švedsko, nato pa je bil 1. januarja 1790 kot stotnik premenščen v Estonski lovski korpus. 
V sestavi Muromskega pehotnega polka se je udeležil bojev s Poljaki v letih 1792 in 1794, italijansko-švicarske kampanje in vojne tretje ter četrte koalicije. 8. septembra 1807 je postal poveljnik polka in 29. februarja 1808 poveljnik Revelskega mušketirskega polka. 
Udeležil se je rusko-švedske vojne (1808-09), za kar je bil 26. novembra 1809 povišan v polkovnika. Leta 1811 je ustanovil Podolski mušketirski polk in 17. januarja istega leta je postal polkovni šef. S polkom se je udeležil patriotske vojne; za zasluge je bil 27. maja 1813 povišan v generalmajorja.
Po vojni je poveljeval več pehotnim brigadam in leta 1819 je postal poveljnik 21. pehotne divizije; pozneje je poveljeval še 7. in 10. pehotni diviziji.
3. maja 1823 je bil imenovan za poveljnika Smolenska.